# Американо-мальдивские отношения
Американо-мальдивские отношения — двусторонние дипломатические отношения между США и Мальдивами. 

## История
В 1966 году Соединенные Штаты установили дипломатические отношения с Мальдивской Республикой после получения ей независимости от Великобритании. Двусторонние отношения между странами являются дружественными. Соединенные Штаты поддерживают демократические инициативы и экономическое развитие на Мальдивах и помогают решать социальные и экологические проблемы этой страны. В 2012 году после государственного переворота на Мальдивах Соединенные Штаты призвали все мальдивские политические силы уважать демократические институты, верховенство закона и волю населения. Военно-морские силы США регулярно пользуются портами на Мальдивах, страны сотрудничают в борьбе с терроризмом. У Соединенных Штатов нет консульских или дипломатических представительств на Мальдивах, посол США и многие сотрудники посольства на Шри-Ланке осуществляют дипломатических контакты с Мальдивами.

## Торговля
Мальдивы подписали торговое и инвестиционное рамочное соглашение с Соединенными Штатами по повышению двусторонней торговли и инвестиций. Мальдивы являются страной-бенефициаром в рамках Всеобщей системы преференций (ВСП), ряд товаров этой страны имеет право на беспошлинный ввоз в США. Данная программа дает стимул для инвесторов, чтобы производить продукцию на Мальдивах и экспортировать их беспошлинно на рынок США. Американские компании представлены на Мальдивах в сфере туризма, строительства и ориентированного на экспорт производства (одежды и электроприборов). Существует нехватка квалифицированных специалистов среди местных, поэтому на Мальдивах есть рабочие из Шри-Ланки и Бангладеш.